# David Bishop (arbitre)
Pour les articles homonymes, voir David Bishop et Bishop.
David James Bishop, né le 13 septembre 1948 à Christchurch, est un arbitre international néo-zélandais de rugby à XV.

## Carrière d'arbitre
David Bishop a arbitré son premier match international le 31 mai 1986 à l'occasion d'un match entre l'équipe des Fidji et le pays de Galles[réf. nécessaire].
Il participe à trois éditions de la Coupe du monde, plus précisément à deux matchs en 1987, deux en 1991 et trois en 1995[réf. nécessaire]. Il arbitre également plusieurs matchs du Tournoi des Cinq Nations, dont la rencontre décisive entre l'Écosse et l'Angleterre de 1990.

## Palmarès d'arbitre
- 27 matchs internationaux[réf. nécessaire]